# Marshall Van Winkle
Marshall Van Winkle (* 28. September 1869 in Jersey City, New Jersey; † 10. Mai 1957 in Oceanport, New Jersey) war ein US-amerikanischer Politiker. Zwischen 1905 und 1907 vertrat er den Bundesstaat New Jersey im US-Repräsentantenhaus.

## Werdegang
Marshall Van Winkle war ein Großneffe von US-Senator Peter G. Van Winkle (1808–1872) aus West Virginia. Er besuchte die öffentlichen Schulen seiner Heimat. Nach einem anschließenden Jurastudium und seiner 1890 erfolgten Zulassung als Rechtsanwalt begann er in Hoboken in diesem Beruf zu arbeiten. Im Jahr 1895 wurde er Berater der Bezirkssteuerkommission. Danach fungierte er als stellvertretender Staatsanwalt im Hudson County. Dieses Amt bekleidete er zwischen 1902 und 1905 noch einmal.
Ferner schlug Van Winkle als Mitglied der Republikanischen Partei eine politische Laufbahn ein. Im Jahr 1900 kandidierte er noch erfolglos für das US-Repräsentantenhaus. Vier Jahre später wurde er dann aber im neunten Wahlbezirk von New Jersey in das US-Repräsentantenhaus in Washington, D.C. gewählt, wo er am 4. März 1905 die Nachfolge von Allan Benny antrat. Da er im Jahr 1906 auf eine weitere Kandidatur verzichtete, konnte er bis zum 3. März 1907 nur eine Legislaturperiode im Kongress absolvieren.
Nach dem Ende seiner Zeit im US-Repräsentantenhaus praktizierte Van Winkle wieder als Anwalt in Jersey City. Zwischen 1933 und 1939 war er auch als Kanzleirat tätig; außerdem verfasste er einige juristische Abhandlungen. Marshall van Winkle starb am 10. Mai 1957 in Oceanport.